# Siete Picos (bergstoppar i Spanien)
Siete Picos är bergstoppar i Spanien. De ligger i den centrala delen av landet, 50 km nordväst om huvudstaden Madrid.